# Kontoret för särskild inhämtning
Kontoret för särskild inhämtning (KSI) är ett svenskt underrättelseorgan inom Militära underrättelse- och säkerhetstjänsten (MUST). KSI har ansvar för särskild underrättelseinhämtning åt Försvarsmakten.
KSI bedriver huvudsakligen HUMINT, det vill säga personbaserad underrättelseinhämtning. Arbetet innebär att information samlas in via människor, exempelvis med hjälp av infiltratörer, i första hand mot utländska mål.
KSI är en sluten organisation. Namn på chefer och övrig personal omfattas av sekretess.

## Historia
Benämningen KSI har använts sedan 1994. Tidigare namn har varit:
- C-byrån (1939–1945)
- T-kontoret (1946–1964)
- IB (1965–1973)
- Gemensamma byrån för underrättelser (GBU, 1973–1982)
- Sektionen för särskild inhämtning (SSI, 1982–1994)[4]

Under 1980- och 1990-talen var Bertil Lundin chef för KSI, som då hette SSI.

## Populärkultur
Romanfiguren Carl Hamilton arbetar vid SSI under senare delen av 1980-talet och början av 1990-talet.